# Unia Wielkopolan
Unia Wielkopolan – polska organizacja regionalna działająca na terenie Wielkopolski, stawiająca sobie za cel rozwój samorządności w kraju, jak również rozwój społeczny, gospodarczy i kulturalny Wielkopolski. Siedzibą stowarzyszenia jest Poznań.

## Historia
Unia powstała w 1990 jako organizacja zrzeszająca mieszkańców Wielkopolski dążących do odrodzenia samorządności w Polsce bez względu na ich światopogląd i przekonania polityczne. Wśród członków założycieli znaleźli się m.in. Władysław Reichelt, Wojciech Kruk, Michał Wojtczak i Jan Kulczyk. Stowarzyszenie nie opowiada się za autonomią Wielkopolski stojąc na gruncie integralności terytorialnej państwa polskiego. W związku z decentralizacją kraju dokonaną w latach 1990 i 1998 organizacja skupia się obecnie na realizacji celów społeczno-gospodarczych oraz kulturalno-oświatowych (w tym pielęgnowaniu tradycji i podnoszeniu wiedzy o przeszłości i kulturze regionu). Z jej inicjatywy powstały m.in. Izba Przemysłowo-Handlowa Importerów, Eksporterów i Kooperacji oraz Wielkopolski Klub Kapitału.
W uchwałach V Kongresu zapisano dążenie do „podnoszenia jakości życia w Wielkopolsce”, nad czym ma czuwać afiliowany przy stowarzyszeniu Wielkopolski Instytut Jakości, który organizuje m.in. akcję „Wielkopolska Jakość” oraz Konkurs o Wielkopolską Nagrodę Jakości.
Unia posiada swoje koła w następujących gminach: Chodzież, Dobra, Grodzisk, Jarocin, Konin, Koźmin Wielkopolski, Krotoszyn, Luboń, Leszno, Mosina, Oborniki, Poniec, Poznań, Rogoźno Wielkopolskie, Śmigiel, Wągrowiec i Wolsztyn.
Działacze Unii Wielkopolan zasiadają w lokalnych samorządach: gminnych i powiatowych, a także w sejmiku wojewódzkim (w tym Przemysław Smulski, wiceprezes stowarzyszenia i były wicemarszałek województwa). W wyborach parlamentarnych w 1991 z ramienia Unii Wielkopolan i Lubuszan Józef Bąk uzyskał mandat poselski z Zielonej Góry, zaś Andrzej Szymanowski mandat senatorski w woj. leszczyńskim. W wyborach 1993 dostało się do parlamentu 6 z 23 kandydatów Unii.
W latach 90. przez pewien okres działała Liga Regionów stworzona z inicjatywy Unii Wielkopolan, w której skład weszły m.in. Zrzeszenie Kaszubsko-Pomorskie, Ruch Autonomii Śląska, Związek Górnośląski, Związek Górnoślązaków, Związek Podhalan i Wielkopolskie Towarzystwo Kulturalne. Prezydentem Ligi był ówczesny prezydent Unii Romuald Szperliński.

## Prezydenci
- Władysław Reichelt (1991–1992)
- Maciej Musiał (1992–1993)
- Romuald Szperliński (1993–1996)
- Piotr Buczkowski (1996–2000, 2000–2003)
- Maciej Bratborski (2003–2007)
- Michał Wojtczak (2007–2009)
- Paweł Leszek Klepka (od 2009)

## Obecne władze stowarzyszenia
- Paweł Leszek Klepka – prezydent
- Ryszard Ciesielski – wiceprezydent
- Michał Walenciak – wiceprezydent
- Grzegorz Wojtera – wiceprezydent
- Agnieszka Ziomek – wiceprezydent
- Monika Leman-Tomaszewska – sekretarz generalny
- Roman Schrődter – skarbnik generalny[1]
- Rafał Marek – przewodniczący Rady[6]